# 吉胆岛
吉胆岛又称浮罗吉胆，舊称吉洞岛，是位于马来西亚雪兰莪州巴生港岸外的一个小岛，隶属巴生县加埔区及巴生皇城市政厅，面積約30平方公里。吉胆岛在马来文意为“螃蟹岛”，全岛位于潮汐线下，以红树林为植被。
吉膽島居民人口约九千人，以华裔居多，多为潮州人及福建人，主要以渔业为生，其次是商人。岛上有兩個華人漁村，即吉胆村及五条港村，另有一個2000年左右遷至兩村之間的原住民小聚落。吉膽島中最大的村落是吉膽村，位於島的南側，居民為潮州人。五條港村位於島的東北，居民為福建同安人。吉膽岛上的建筑都建立在高脚柱上，以避潮汐。
吉胆岛除了是渔业重镇外，也是雪兰莪的旅游区之一。

## 名稱
吉膽島又稱浮羅吉膽，源自馬來語，意為島嶼，則是螃蟹之意，合起來便是螃蟹島，蓋吉膽島實為螃蟹棲息的濕地。19世紀最初定居吉膽島的華人便是為了獵捕螃蟹而來。

## 歷史

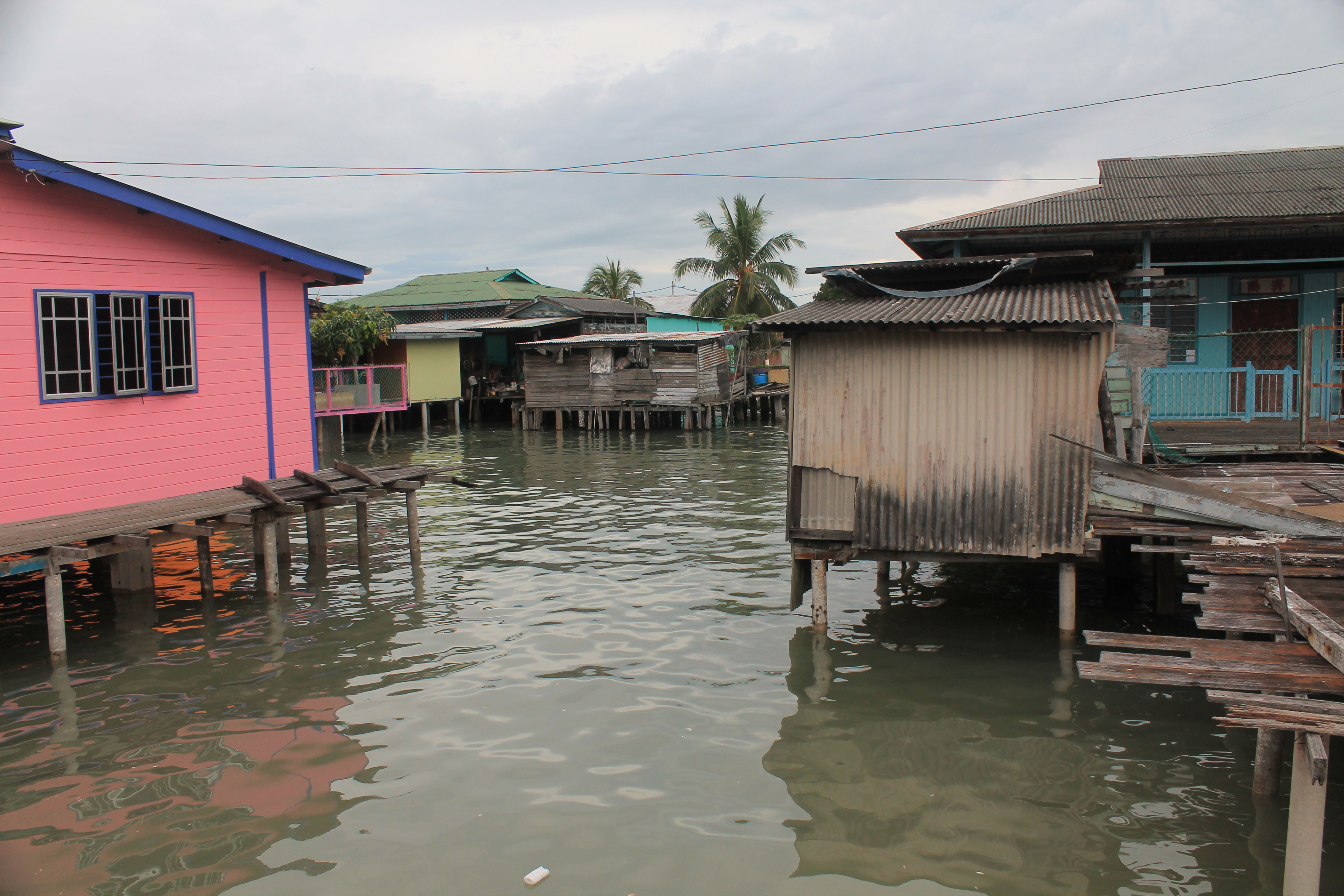
涨潮景观。

吉膽島原為無人的潮間帶濕地。19世紀，巴生港的海南人至島上捕捉螃蟹，並在島上搭建暫時性的亞答屋居住，此後越來越多福建人與潮州人到島上活動，並且蓋起了高腳的亞答屋居住。1872年，昭應天后宮開基。1895年，福龍宮開基。1900年左右，公司厝已達20多座
。  
第二次世界大戰時，吉膽島因為其孤懸於海上的位置，許多華人聚居在該島，避過了戰禍。居民乘船至泰國貿易，取得糧食。馬來西亞獨立之後，1969年爆發馬來人與華人的五一三事件騷亂，亂事沒有波及吉膽島 。
1967年與1972年，島上發生大火，分別燒毀了180間與80間房子。1974年，島上的居民成立了吉膽義務消防局。1991年，吉膽新碼頭啟用，往來巴生港與吉膽島的客船可直接在島上靠岸。1992年，政府從加埔跨海將自來水引至吉膽島，自來水啟用。1993年，新鄉村醫院啟用。2000年以後，行動電話及互聯網服務在吉膽島啟用。

## 地理

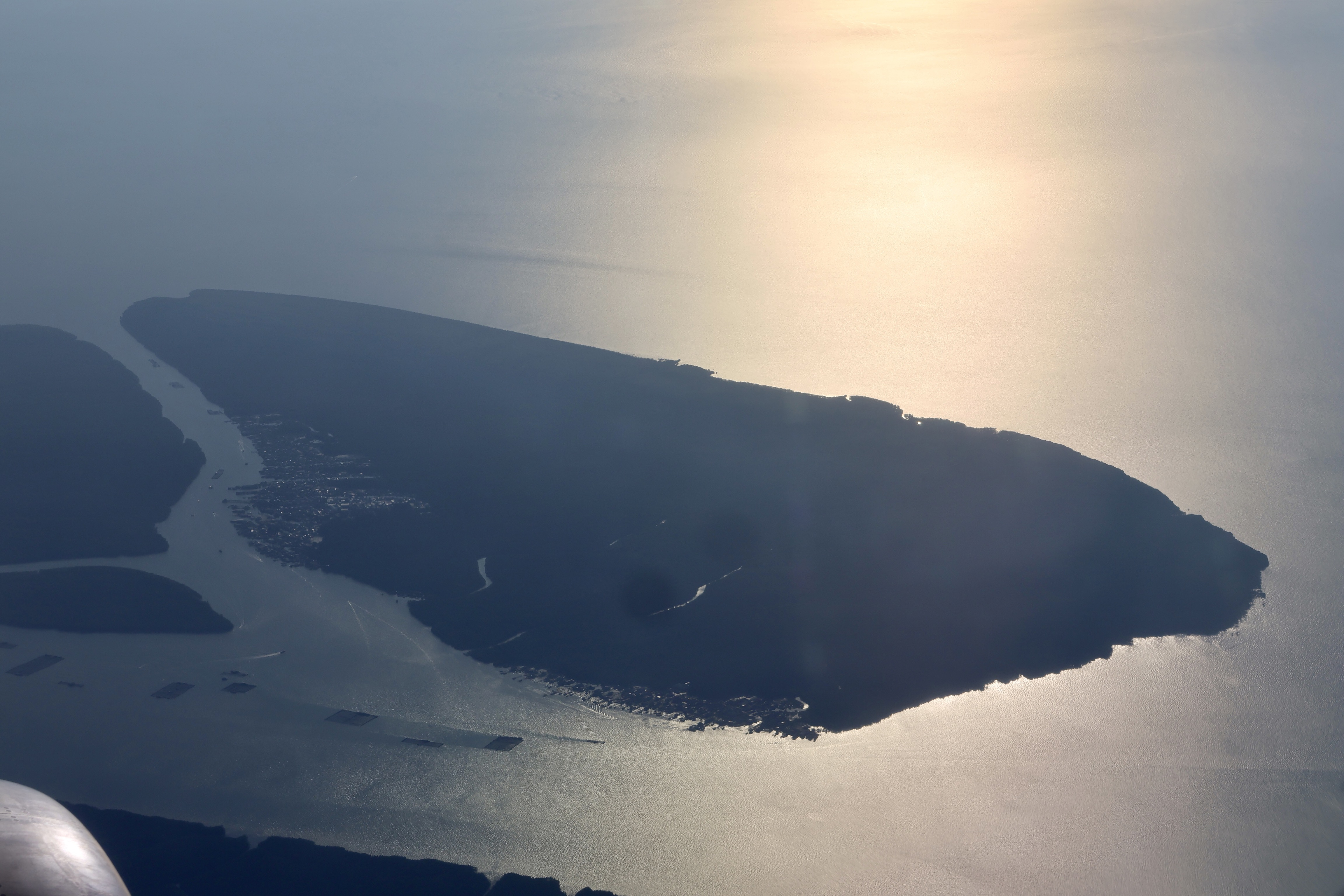
從飛機上鳥瞰吉膽島

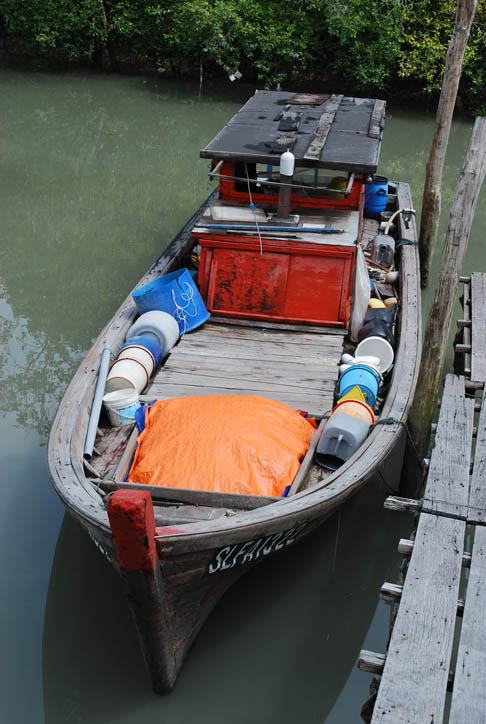
岛上的渔船

吉膽島是位於馬來半島西岸，巴生港外的河口潮間帶濕地沙洲，與東南方的數個島同列巴生港外。吉膽島面積約30平方公里，呈東北-西南狹長形狀，最長處8.4公里。島嶼除已開發地區，全為紅木林，植被覆蓋率高，但卻不適合農耕。因此吉膽島的人口多集中在面向巴生港的沿海地區。

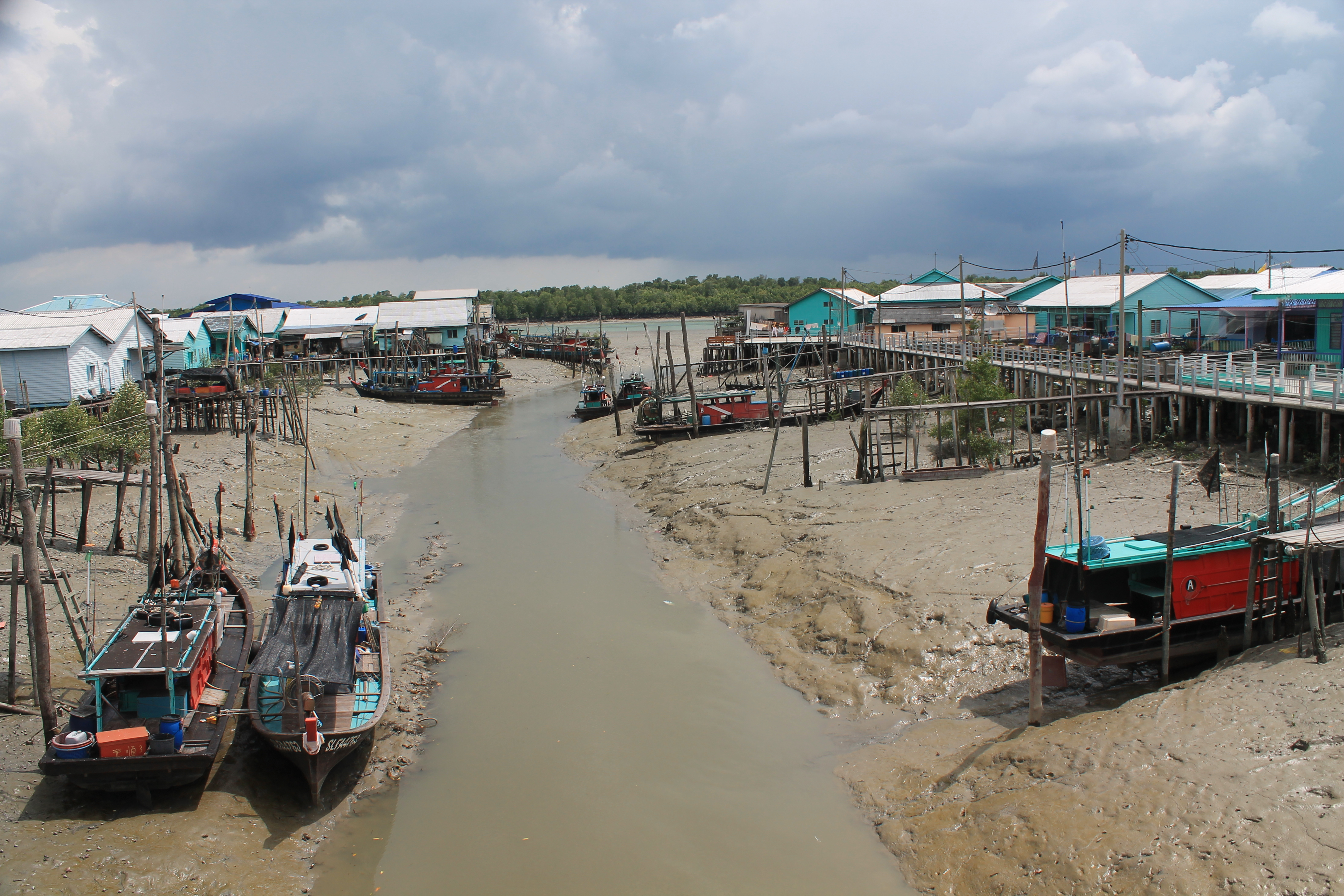
退潮后的河道

吉膽島的河流呈放射狀水系，由島中央較高處向島的四週流入大海。其中，島嶼東側的河流被居民由南至北依序命名為頭、二、三、四、五條港。島上兩個村落，吉膽村位於頭條港，而五條港村就位於五條港。

## 交通

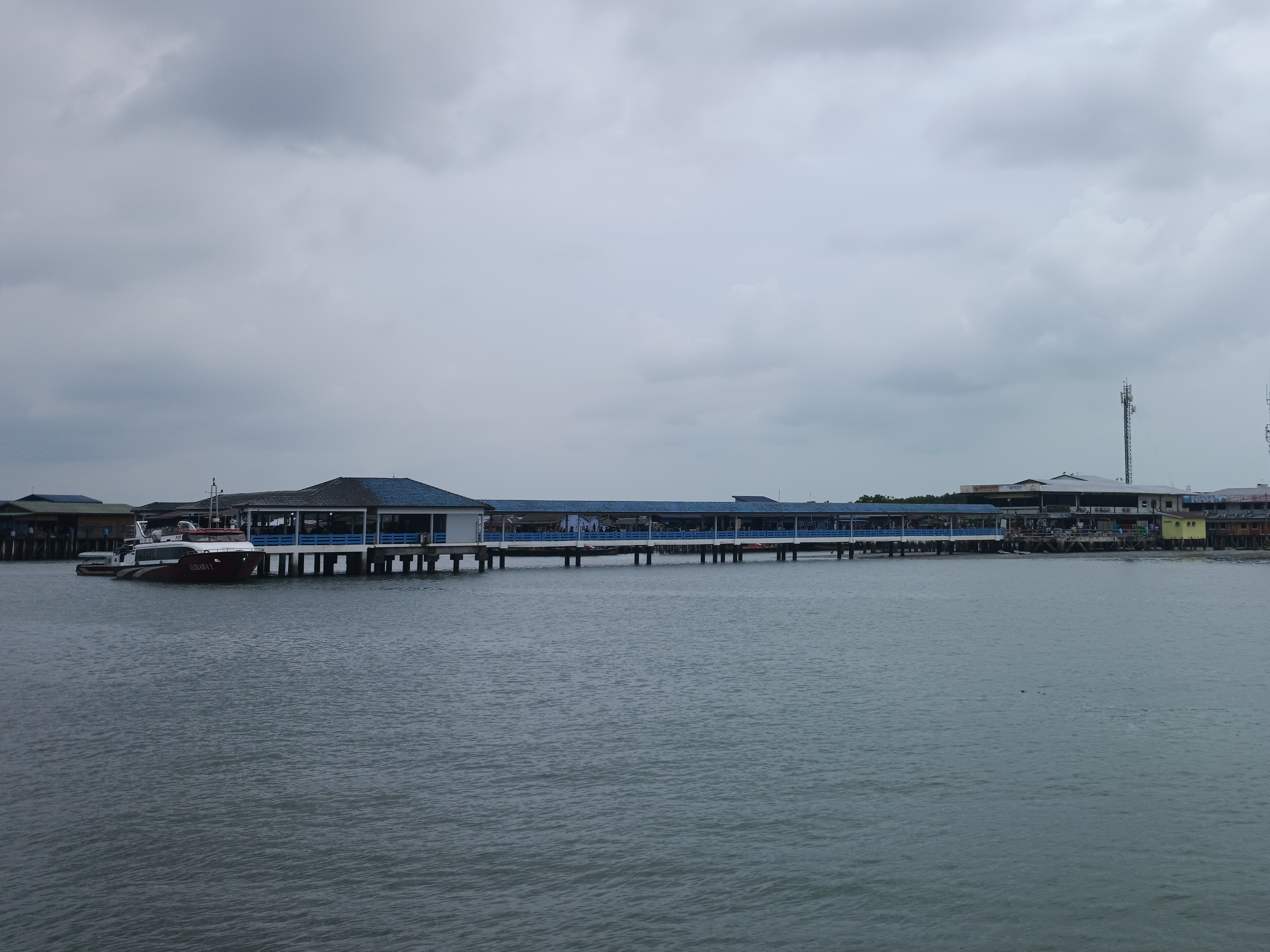
吉胆码头景观

吉膽島對外交通是往返巴生港的客船，每日往返15航次。吉膽島上沒有公路，村內的「路」是由各種建材在溼地上搭建高架而起的橋，這些高架的通道稱路不稱橋，而這些「路」連接了住宅、商店、學校、廟宇，僅有跨越河流的通道在當地才稱為橋。島上的主要交通工具是腳車和電單車。村與村之間是未開發的紅木林濕地，兩村之間的聯繫得經由水路。

## 文教
吉膽島上有數所華校，擔負著島上的基礎教育功能。華聯華小、競智小學位於吉膽村，而新民華小位於五條港村。島上唯一的中學是吉膽中學。
- 華聯小學的校門
- 競智小學的校門

## 宗教
當地華人主要信奉道教及佛教，島上有許多神廟，還有佛學會，除此以外，另有一所吉膽衞理布道所（衛理公會）、一所吉膽回教中心（伊斯蘭教）。
- 福隆宫，主祀李府童子爺
- 南天宮，主祀齊天大聖
- 拿督公廟，主祀拿督公

## 影视
由馬虎及RAM Entertainment聯合製作的華語電影《再見，我愛你》，在吉膽島拍攝，於2015年12月在馬來西亞公映。
八度空间华语电视剧《逆光成长》在吉胆岛取景。